# 어피니티 에쿼티 파트너스
어피니티 에쿼티 파트너스(Affinity Equity Partners)는 싱가포르, 홍콩, 서울, 시드니, 베이징 등에 거점을 두고 아시아 태평양 지역에 주로 투자하는 글로벌 사모펀드다.

## 역사
1998년 UBS 그룹 산하에 UBS캐피탈이 설립되었다.
2001년 5월 8일, 박영택 UBS캐피탈한국대표는 "아시아 시장에서 가장 투자하고 싶은 기업은 여전히 한국기업"이라고 말했다. 1998년 이후 UBS캐피탈이 투자한 7개 회사가운데 4개가 한국기업이다.
어피니티는 스위스계 UBS 금융그룹 산하 UBS캐피탈아시아퍼시픽이 독립한 회사다. 말레이시아인 KY탕(TANG Kok-Yew) 회장이 삼성전자 샐러리맨 출신인 박영택 어피니티 부회장과 함께 2002년 운용사를 독립시켰다.
KY탕 회장은 옛 체이스맨하탄 뱅커로 커리어를 시작해 17년간 일한 후 지역 회사를 거쳐 1999년부터 UBS캐피탈에서 일했다. 박영택 부회장은 삼성전자에서 19년간 일하다 2000년 UBS캐피탈에 합류하면서 PEF 업계에 발을 들였다. 박 부회장은 금융 전문가로 삼성전자에서 호주와 북미 법인의 재무를 담당했고, 퇴사 직전에는 서울 본사의 국제 IR팀 책임자를 경험했다. 박 부회장은 성균관대를 졸업하고 와튼 스쿨에서 경영학석사(MBA)를 받았다.
어피니티의 자금조달은 펀드 설립자인 KY탕(TANG Kok-Yew) 회장이 북미에, 박영택 부회장이 동북아에 집중하면서 분담 형식으로 이뤄지고 있다.
2023년에 창업주 박영택 회장, 이철주 회장, 이상훈 대표 등 어피니티의 '원년 멤버'가 퇴사하였고 2025년 정익수 파트너가 퇴사하면서민병철 총괄 대표를 제외하면 모든 한국인 시니어 매니저들이 떠났다.

## 관련보도
2016년 3월, 어피니티가 버거킹 주식 지분 100%를 인수했다. 박영택 부회장과 이철주 대표 등 한국계 매니저가 주축인 어피니티는 2008년 이후 더페이스샵, 하이마트, 오비맥주, 로엔엔터테인먼트 등으로 최소 수천억원에서 최대 5조원까지 조단위 차익을 남겼다.
2017년 5월 25일, 어피니티가 한국경영학회 투자금융 부문 최우수경영대상을 받았다. 한국에서 투자한 기업의 가치를 평균 2~3배 끌어올렸다. 오비맥주의 경우 인수 이후 40.6%였던 시장점유율이 61%까지 올랐다.
2017년 8월 25일, 락앤락은 최대주주인 김준일과 특수관계인 김창호의 경영권을 포함한 보유지분 63.56% 전량을 사모투자펀드(PEF) 어피니티에쿼티파트너스(어피니티)에 양도하는 계약을 체결했다고 공시했다. 주당 매도 가격은 1만8천원이며, 각각 5천226억원, 1천66억원에 주식을 매도했다. 어피니티는 현재 80억달러 이상 자금을 운용하는 아시아 최대 사모펀드이다. 아시아·태평양 지역 10개국에 전체 거래 규모로 약 130억달러에 해당하는 성공적인 투자를 했다. 어피니티는 1998년 이후 한국에서 총 15건의 투자를 성사시켰다. 한국버거킹, 버거킹 재팬, 카카오 (기업), 교보생명, 더베이직하우스, 현대카드, 유베이스, 잡코리아, 요기요의 주요 주주다. 2024년 SK렌터카를 인수하였다.